# Jean-Benoît Chouzy
Jean-Benoît Chouzy, né le 5 mars 1837 à Panissières dans le diocèse de Lyon et mort le 22 septembre 1899 à Ou-tchéou (aujourd'hui Wuzhou) en Chine méridionale, est un missionnaire catholique français qui fut évêque en Chine.

## Biographie
Jean-Benoît Chouzy appartient à une famille de forte tradition catholique. Il entre à la société des Missions étrangères de Paris, où il est ordonné prêtre, et part peu après pour la Chine, le 25 juillet 1860 en même temps de Joseph Foucart. Il est d'abord missionnaire dans la région de Canton et la province du Kouang-tong, puis onze ans plus tard, il est nommé dans la région du Kouang-si (aujourd'hui Guanxi), à partir du 13 septembre 1871. La France est à l'époque la seule puissance étrangère habilitée par le gouvernement impérial chinois à délivrer des passeports aux missionnaires catholiques français ou non, et à assurer leur protection diplomatique.
Jean-Benoît Chouzy est nommé préfet apostolique du Kouang-si et évêque titulaire de Petnelissus (de) en IIe Pamphylie, au consistoire du 19 juillet 1891 (brefs datés du 21 août). Il succède à Mgr Foucart, décédé.
Il meurt à Ou-tchéou en 1899, alors que la Chine est secouée par des troubles contre les étrangers. Mgr Lavest lui succède.